# Alfred Guillaume
Alfred Guillaume (1888. – 1965.) bio je arabist i učenjak islama te je njegovo najpoznatije djelo knjiga o islamu jednostavno zvana Islam. Bio je kršćanin. 
Zajedno s Thomasom Walkerom Arnoldom napisao je knjigu Nasljeđe islama, a ta je knjiga prevedena na nekoliko jezika.
Preveo je biografiju proroka Muhameda koju je napisao Ibn Ishaq.  

## Djela
- Muhamedov život (prijevod biografije)[2]
- The traditions of Islam : an introduction to the study of the Hadith literature
- The Legacy of Islam
- Kitāb Nihājat al-iqdām fī ʿilm al-kalām
- Prophecy and Divination Among the Hebrews and Other Semites
- Hebrew and Arabic lexicography
- Islam[3]